# Bartholomew Newsam
Bartholomew Newsam (* vor 1558 wahrscheinlich in York; † 1593; auch Newsham) war Hofuhrmacher von Elisabeth I., Königin von England.
Newsam führte in London ein Geschäft als Uhrmacher, offenbar seit dem Regierungsantritt von Königin Elisabeth I. im Jahr 1558. Er erhielt am 8. April 1565 von der Krone einen dreißigjährigen Pachtvertrag für Räumlichkeiten in Strand, in der Nähe des Somerset House, wo er sich auch zeit seines Lebens aufhielt.
Newsam war geschickt in seinem Handwerk und gut bekannt mit Philip Sidney und anderen Männern mit Einfluss bei Hofe. Etwa 1572, vier Jahre nach dem Tod von Nicholas Urseau, dem Hofuhrmacher der Königin, wurde Newsam dessen Posten angeboten. Urseau hatte das Amt bereits unter Königin Maria I. Tudor inne und wurde von Königin Elisabeth I. wiederbestellt. Newsam gelangte noch vor 1582 in das Amt. Am 4. Juni 1583 erhielt er, unter dem privy seal, rückdatiert auf den 27. Mai, „32s. 8d. for mending of clockes“ (32s. 8d. für die Reparatur von Uhren) im vorangegangenen Jahr. Den Posten des Uhrmachers verband er zugleich mit dem des „clock-keeper“ (Uhrenhüter); beide Ämter wurden unter Königin Marias Herrschaft von verschiedenen Personen wahrgenommen und Newsam scheint der erste Engländer gewesen zu sein, der als „clock-keeper“ berufen wurde.
Am 5. August 1583 schrieb Newsam an seinen guten Freund Sir Francis Walsingham („to the ryghte honorable his very speciall good ffriend Sr ffrancis Walsingham, knighte“) und bat ihn um eine Erweiterung seiner Pacht des Hauses in The Strand („to be mindfull unto her Ma[jes]tie of my booke concerninge my long and chargeable suite, wherein I have procured Sir Philipp Sidney to move you for th’ augmentinge of the yeares (if by any meanes the same may be)“). Am 6. September 1583 erhielt Newsam durch ein Letters Patent eine Pacht für einundzwanzig Jahre auf Ländereien in Fleet in der Grafschaft Lincolnshire, die ehemals im Besitz von Henry Grey, Marquess of Dorset, dem späteren Duke of Suffolk, waren; darüber hinaus auch eine Wassermühle in Wymondham mit Fischgründen, ehemals Eigentum des Klosters Wymondham und weitere Grundstücke in Pembroke und dem Kirchspiel von St Clement Danes. Der Besitz in Pembroke gehörten zuvor Jasper Tudor, Duke of Bedford. Newsam besaß auch Grundstücke in der Coney Street in der Pfarrei St. Martin, York. Newsam starb vor dem 18. Dezember 1593; an diesem Tag wurde sein Testament durch seine Witwe Parnell bestätigt. In seinem Nachlass befanden sich verschiedene Uhren, die seine Fähigkeiten als Uhrmacher unterstrichen. Sein Sohn Edward, der ebenfalls Talent zur Uhrmacherei zeigte, erhielt die Werkzeuge seines Vaters, außer dessen besten Schraubstock und einigen Kleinwerkzeugen, die an John Newsam in York, ebenfalls Uhrmacher und vermutlich ein Verwandter, gingen.

## Erhaltene Uhren
Von Newsam ist im British Museum ist eine Tischuhr mit Schlagwerk in nahezu unberührten Zustand erhalten. Das Gehäuse ist aus vergoldetem Messing und reich graviert, die Uhr ist sehr klein, nicht mehr als vier Zoll (ca. 10 cm) Zentimeter hoch und enthält einen Kompass; sie ist signiert mit „Bartilmewe Newsvm“. Das Werk ist in zwei Ebenen unterteilt, das Gehwerk in der oberen und das Schlagwerk in der unteren Ebene. Beide Werke sind vertikal angeordnet, sodass die Uhr von unten aufgezogen wird. Die Räder sind aus Eisen, möglicherweise auch Stahl, die Platinen und der Rahmen aus Messing. Sie hat Schnecken mit Darmsaiten, die lang und nur leicht konisch geschnitten sind. Der Einzelzeiger wird direkt von der Gehwerk-Schnecke im rechten Winkel über das Kronrad angetrieben. Als Gangregler wird ein Foliot verwendet.
Eine weitere seiner Tischuhren wird im Metropolitan Museum of Art in New York aufbewahrt.

## Familie
Newsam heiratete am 10. September 1565 Parnell Younge in der Kirche St Mary le Strand. Er hinterließ vier Kinder: Wilhelm, geboren am 27. Dezember 1570, Edward, Margaret und Rose.